# TVR1
TVR1 — румынский общественный информационно-развлекательный телеканал. Входит в TVR. Начал своё вещание 31 декабря 1956. Охватывает 99 % территории Румынии. Вещает в цифровом формате DVB-T и через спутник.

## Основные вехи

### Начало вещания
- 1953: Александру Спэтару (инженер по образованию) завершает строительство первого телепередатчика в Румынии.
- 21 августа 1955: при Министерстве почты и телекоммуникаций начинается экспериментальное вещание из специальной студии в Бухаресте.
- 14 декабря 1956: установлена антенна передатчика мощностью 22 кВт (канал 2 FIF/VHF) на крыше дома «Скынтеи».
- 31 декабря 1956: официальный день рождения Румынского телевидения, вещание Первой программы началось из дома 2 по улице Мольера.
- Февраль 1957: первый репортаж Румынского телевидения из СССР на трёх камерах, установленных на двух автомобилях; первая прямая трансляция из Бухареста (концерт с участием Ива Монтана).
- Март 1957: начало вещания самой старой телепрограммы румынского телевидения «Viața Satului» (с рум. — «Сельская жизнь»).
- 5 мая 1957: первая прямая трансляция спортивного соревнования (регбийный матч между сборными Англии и Румынии).
- 1 июня 1957: первая трансляция телеспектакля с участием актёров театра Цэндэрикэ.
- 20 марта 1958: первый выпуск новостей «Jurnalul Televiziunii[рум.]».
- Сентябрь 1958: прямая трансляция с фестиваля классической музыки имени Георге Энеску.
- 3 мая 1959: TVR приобретает первую кинокамеру для копирования фильмов.
- 23 мая 1959: первая трансляция театральной пьесы.
- 24 марта 1960: закуплена ещё одна машина для репортажей, появление в эфире телепрограммы «Actualitatea internațională» (с рум. — «Международные новости»).
- 1961: вещание ведётся ежедневно с 18:30 по 22:00 (кроме понедельника). В воскресенье вещание с 9:00 утра и до обеда.
- 1961: создана первая студия синхронного перевода и монтажа, что расширяет производство собственной продукции. Появился первый архив Румынского радио и телевидения.
- 1962: произведена закупка ещё одного автомобиля для репортажей.
- 21 июня 1962: Румыния и Югославия заключают соглашение о международном обмене информацией и соединяют свои передатчики, Румыния начинает показ конкурса песни Евровидение. Эффективность сохраняется до 1966 года.
- 1963: первое тестирование цветного телевещания, по причине недостатка финансирования испытания приостанавливаются.

### Социалистическая Румыния: 1965—1985
- 1965: охват достигает 40 % территории Румынии, число зрителей превышает показатель в 500 тысяч.
- 6 февраля 1966: выпуск новостей уже под именем «Telejurnal» выходит по вечерам ежедневно и один раз в ночь.
- 1968: первая запись видео на магнитную ленту шириной два дюйма, начало вещания программ обучения иностранным языкам.
- 29 апреля 1968: первое телевещание в понедельник, и само вещание ведётся теперь ежедневно.
- 2 мая 1968: открытие Второй программы Телевидения Румынии на канале 2 FIF/VHF (вещает по четвергам, c 16 июня также по воскресеньям, с 20 июля и по субботам).
- 1968: переезд румынского телевидения в центр на улицу Доробанци. Центр возведён по проекту Тибериу Риччи и отвечал всем современным на тот момент требованиям (три телестудии, пресс-комната, две дикторские и музыкальная студия).
- Ноябрь 1969: начало ежедневного вещания на венгерском (2 часа 30 минут) и немецком языках (1 час 45 минут).

### Культ личностиНиколае Чаушеску: 1985—1989
Вещание TV1 было ограничено по причине политики экономии энергии, которую проводила власть Чаушеску. Революционные события декабря 1989 года телеканал освещал в прямом эфире и без цензуры.
- 20 января 1985: полное прекращение телевещания Второй программы; Первая программа вещает ежедневно только с 20:00 по 22:00 (с 1 ноября 1988 с 19:00 по 22:00).
- 1989: после свержения власти Чаушеску восстанавливается прежний режим работы телевидения; основная программа новостей называется «Actualități» (с рум. — «Новости»).

### С декабря 1989 года по 2000 год
Владельцем телеканала и всей вещательной корпорации остаётся Правительство Румынии, несмотря на недовольство части гражданского общества. 1990-е годы становятся расцветом румынского телевидения.
- Октябрь 1990: начало вещания TV1 (Первая программа) в Кишинёве.
- 1 февраля 1992: TV1 вещает на территории Молдовы.
- 1993: система телетекста впервые представлена на TV1.
- 1995: первая попытка телевещания в цифровом формате.
- 1996: программа новостей получает название «Jurnalul TVR».
- 1997: открыта первая студия цифрового телевещания.
- Середина декабря 1998: открыт официальный сайт румынского телевидения в Интернете.
- 1999: TVR1 был переименован в TV România 1

В 1990-е годы в полночь и в 6 часов утра в эфире TV1 звучал государственный гимн Румынии.

### С 2000 года по настоящее время
- 2001: România TV1 был переименован в «România 1» переходит на круглосуточный формат телевещания.
- 2004: Канал вновь называется TVR1.
- Декабрь 2005: начало цифрового вещания TVR1 в Бухаресте.
- 2006: учреждение Центра спортивных новостей, выпуск новостей «Jurnalul TVR» теперь вещает не в 4-й, в 11-й студии. В 12-й студии открывается пресс-центр, в 10-й студии вещает TVR Info.
- 2007: телеканал TVR1 лишён лицензии на вещание в Молдавии решением властей Молдавии. В Румынии заявили, что это является нарушением свободы слова и прав человека[2], и обвинили власти в давлении на журналистов.
- 29 марта 2009: выпуск новостей снова называется «Telejurnal» и ненадолго повышает рейтинги TVR.
- 2009: общий рейтинг TVR снижается катастрофически, начинаются разговоры о сокращении финансирования.
- 2009: трансляция TVR1 частично возобновляется в Молдавии в региональных сетях.
- 2012: выпуск новостей снова под именем «Jurnalul TVR» выходит в 18:53, а затем и в 20:00.
- 1 декабря 2013: TVR выигрывает дело в суде против Координационного совета по телевидению и радиовещанию Республики Молдова и восстанавливает полноценное вещание телеканала TVR1 в Молдавии[3].
- 2013: «Jurnalul TVR» выходит теперь по будням под названием «Telejurnal» в 8:00, 14:00 и 20:00
- 2016: завершён переход Первой программы TVR на формат 16:9.
- 3 ноября 2019: TVR 1 начинает вещание в HD-формате[4][5][6].

## Статистика вещания
Данные приведены на 2011 год.
| Жанр телепередач                    | Часов в год | Доля эфирного времени |
| Культура и искусство                | 268         | 3,06 %                |
| Детские программы                   | 7           | 0,08 %                |
| Мультфильмы                         | 91          | 1,03 %                |
| Разное                              | 40          | 0,46 %                |
| Развлекательные                     | 857         | 9,78 %                |
| Документальные                      | 266         | 3,03 %                |
| Образовательные                     | 69          | 0,79 %                |
| Информационные программы            | 987         | 11,26 %               |
| Фильмы                              | 2.216       | 25,30 %               |
| Программы на языках нац. меньшинств | 171         | 1,95 %                |
| Музыка                              | 306         | 3,49 %                |
| Продвижение новых шоу               | 476         | 5,44 %                |
| Реклама                             | 739         | 8,44 %                |
| Религиозные                         | 194         | 2,22 %                |
| Спорт                               | 235         | 2,69 %                |
| Наука                               | 175         | 1,99 %                |
| Новости                             | 1.257       | 14,35 %               |
| Телемагазины                        | 269         | 3,07 %                |
| Прочее                              | 137         | 1,56 %                |